# Maria Grazia Daniele Galdi
Maria Grazia Daniele Galdi (Genova, 18 maggio 1940) è una politica italiana.

## Biografia
Figurinista, attiva politicamente con il Partito Comunista Italiano a Genova. Nel 1985 viene eletta consigliera regionale in Liguria.
Dopo la svolta della Bolognina aderisce al Partito Democratico della Sinistra, con il quale nel 1992 viene eletta per la prima volta senatrice. Viene confermata a Palazzo Madama anche con i Progressisti alle elezioni del 1994 e poi in quelle del 1996 con l'Ulivo. Conclude il proprio mandato parlamentare nel 2001.